# Kakudmi
Kakudmi (uneori numit și Kakudmin sau Raivata, fiul lui Revata) a fost rege în Kusasthali. El a fost tatăl lui zeiței Revati, cea care s-a căsătorit cu zeul Balarama. În hinduism, apare într-o serie de texte ca de exemplu Mahābhārata, Harivaṃśa, Devi Bhagavatam și Bhagavata Purana.
Epopeea mitologică hindusă antică, Mahābhārata (secolele VIII și IX î.Hr.) include povestea regelui  Kakudmi, cel care călătorește în cer pentru a se întâlni cu creatorul Brahma și care este șocat să afle că mulți ani au trecut atunci când se întoarce pe Pământ, anticipând conceptul călătoriei în timp. 

## Legături externe
- Bhagavata Purana Arhivat în 26 septembrie 2007, la Wayback Machine.
- Devi Bhagavatam
- www.mythfolklore.net
- www.mypurohith.com/encyclopedia Arhivat în 15 mai 2006, la Wayback Machine.